# Schlüsselau

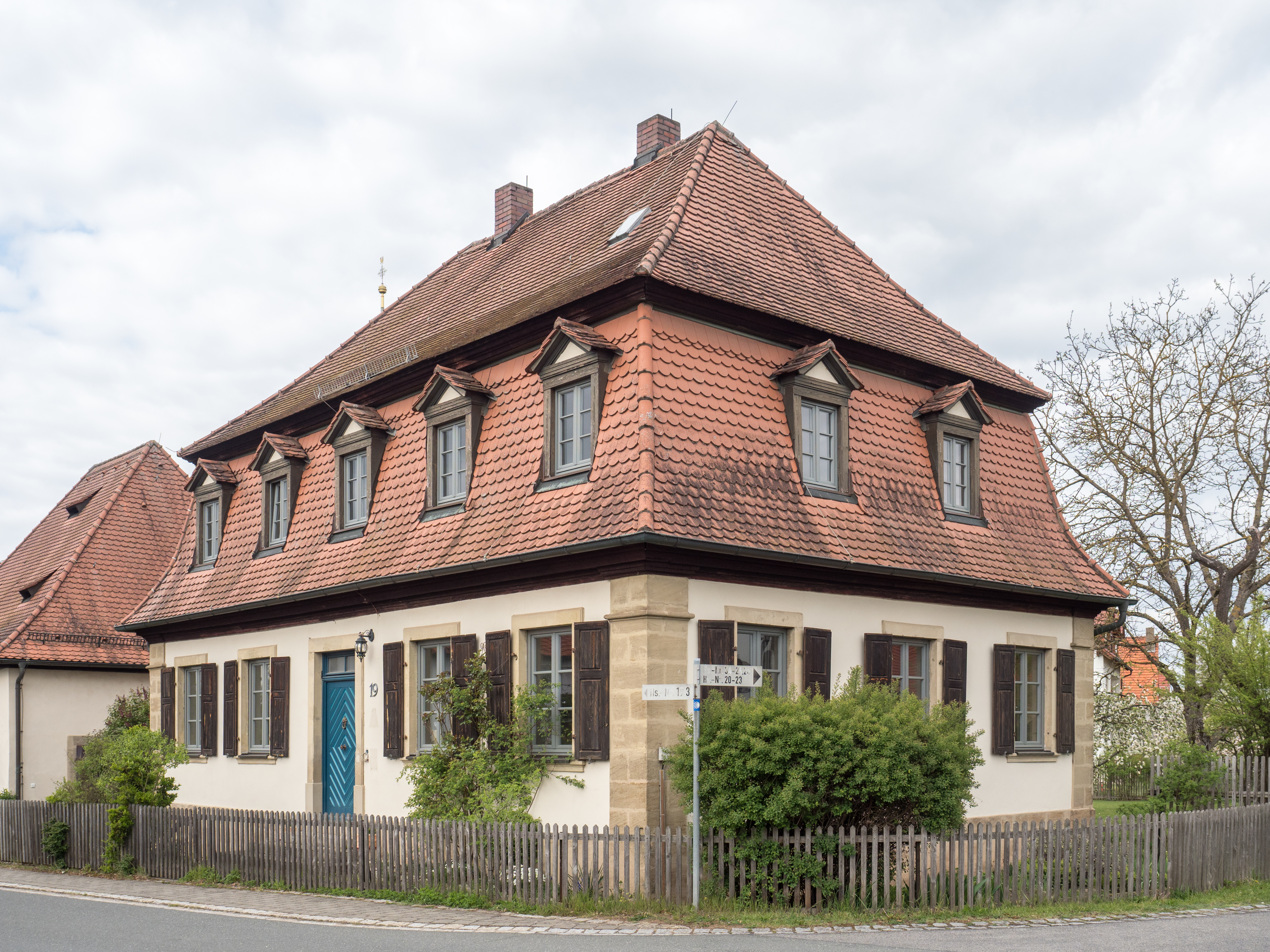
Forsthaus Schlüsselau

Schlüsselau ist ein Gemeindeteil der Gemeinde Frensdorf im oberfränkischen Landkreis Bamberg.
Schlüsselau hat gut 350 Einwohner. Nachbarorte sind Herrnsdorf (Gemeinde Frensdorf) im Westen, Röbersdorf (Markt Hirschaid) im Osten und Jungenhofen (Stadt Höchstadt an der Aisch, Landkreis Erlangen-Höchstadt, Mittelfranken) im Süden.
Das Pfarrdorf ist bekannt durch das von den Schlüsselbergern gegründete Kloster Schlüsselau.
Durch den Ort verläuft der Fränkische Marienweg.